# Václav Hastík
Václav Hastík (* 21. října 1947) je bývalý český fotbalový brankář. Po skončení aktivní kariéry působil jako trenér, v letech 1993–1995 byl asistentem v ligovém týmu FC Svit Zlín.

## Fotbalová kariéra
V československé lize hrál za TJ Gottwaldov. Nastoupil ve 20 ligových utkáních. V Poháru vítězů pohárů nastoupil ve 2 utkáních.

## Ligová bilance
| Ročník                                   | Zápasy | Góly | Klub          |
| ---------------------------------------- | ------ | ---- | ------------- |
| 1. československá fotbalová liga 1969/70 | 12     | 0    | TJ Gottwaldov |
| 1. československá fotbalová liga 1970/71 | 8      | 0    | TJ Gottwaldov |
| CELKEM                                   | 20     | 0    |               |